# Jan Mak
Jan Mak, född 21 juni 1945 i Voorburg i Zuid-Holland, är en nederländsk fotbollstränare.
Efter att ha tränat FC Volendam i sitt hemland tog Mak hand om de svenska lagen Halmstads BK 1981–1984, IS Halmia 1985, IK Brage 1986 och IF Elfsborg 1988–1990. Han har därefter varit förbundskapten för Seychellernas herrlandslag under tre perioder. Mellan 2001 och 2012 arbetade han med ungdomsfotbollen i IF Elfsborg, innan han under andra halvan av 2012 blev tränare för Gais med uppdraget att försöka rädda kvar laget i allsvenskan, vilket dock inte lyckades. I januari 2022 kungjordes att han skulle träna laget Gånghester/Målsryd i division 6. Ett par veckor senare stod det klart att laget kommer att spela i division 5 säsongen 2022.